# Colonne de Marie (Vienne)
La colonne de Marie Am Hof à Vienne est une statue dédiée à Marie sur une colonne. Il s'agit d'une copie en bronze de celle de l'empereur Ferdinand III pour commémorer le sauvetage de la ville de l'armée suédoise en 1645 vers la fin de la guerre de Trente Ans, créée en 1646 par le sculpteur Johann Jacob Pock ; l'originale est transférée à Wernstein am Inn à la demande de l'empereur Léopold Ier et du comte Georg Ludwig von Sinzendorf. La colonne viennoise est commandée en 1664 au fondateur de la fonderie impériale Balthasar Herold et érigée en 1667.

## Histoire
Léopold Ier décide d'élever une copie en bronze à la place de la colonne à Marie en pierre érigée par son père Ferdinand III. Il pose la première pierre du piédestal de la nouvelle colonne.
Le 7 septembre 1664, un contrat est conclu entre la chambre de la cour impériale et le fondeur Balthasar Herold pour la construction de la colonne mariale, qui est coulée à partir des canons pris aux ennemis. Herold coule le pilier et les figures dessinées par Lodovico Burnacini.
Le 12 mars 1666, Carlo Martino Carlone reçoit la commande du socle et du piédestal sur lesquels doit reposer la colonne, mais il meurt un an plus tard et laisse la sous-structure inachevée. Le 14 septembre 1667, Carlo Canevale est chargé de terminer la fondation de la colonne.

## Description
La colonne mariale de Léopold Ier est à peu près au milieu de la place Am Hof au centre-ville de Vienne. Une balustrade à trois marches, devait entourer la première colonne, qui se trouve maintenant à Wernstein. La base est exactement reproduite de celle du pilier en pierre. Les lanternes dans les renfoncements en forme de fenêtre dans les parties d'angle ne sont protégées que par des vitres en forme de taureau avant d'être maçonnées. Sur le socle, il y a un autre piédestal au milieu des quatre putti, sur lequel sont attachées les inscriptions métalliques, dessus se trouve une colonne corinthienne en minerai, au sommet se trouve la statue de Marie, dorée jusqu'en 1730.
Bien qu'il s'agisse d'une copie de l'original en grès de 1645, il y a un net changement de style avec les années qui suivent. La nouvelle Madone de Vienne montre déjà l'influence des solutions picturales du type, dont elle prend le contrapposto. Herold s'efforce de différencier les matériaux avec son plastique, la robe prend une douceur et une matérialité étonnantes pour le bronze. Le motif en brocart ciselé sur le manteau y contribue, réduisant considérablement la fragilité du matériau. Contrairement au calme de la Vierge de pierre, l'expression quelque peu sensible de l'expression à la bouche légèrement ouverte montre que d'autres expressions étaient recherchées au temps de Balthasar Herold.

## Source
- (de) Cet article est partiellement ou en totalité issu de l’article de Wikipédia en allemand intitulé « Mariensäule (Wien) » (voir la liste des auteurs).